# Cabera intentaria
Cabera intentaria är en fjärilsart som beskrevs av Walker 1861. Cabera intentaria ingår i släktet Cabera och familjen mätare. Inga underarter finns listade i Catalogue of Life.